# Ульфельдт, Антон Корфиц фон
Граф Антон Корфиц фон Ульфельдт (нем. Anton Corfiz von Ulfeldt; 15 июня 1699 — 5 января 1770, Вена) — австрийский государственный канцлер (министр иностранных дел).

## Биография
Из дворян, выходцев из Дании. Сын австрийского фельдмаршала Лео Ульфельдта, правнук датского короля Кристиана IV (по женской линии). 
С 1738 был австрийским послом в Гааге и Константинополе.
В 1742—1753 годах носил титул канцлера (Staatskanzler) Священной Римской империи, отвечал за внешнюю политику Австрии и был ближайшим соратником Иоганна Кристофа фон Бартенштейна.
Однако, практически никакого влияния на судьбу Австрии не имел, так как эти вопросы контролировал Бартенштейн. На посту канцлера и министра иностранных дел Габсбургской монархии сменил Кауниц.
В 1741 году награждён орденом Золотого Руна, высшим орденом Габсбургской монархии, одним из самых древних и почётных в Европе.
От брака с княгиней Марией Лобковиц имел двух дочерей, но не имел наследников. 